# 흑연 감속로
흑연 감속로 (黑鉛減速爐, Graphite-Moderated Reactor)는 흑연을 감속재로 사용한 원자로이다.
인류 최초의 인공 원자력 감속로였던 시카고 필-1은 흑연을 감속재로 사용하였다. 흑연 감속로로 인한 두 번의 대형 사고도 있었는데, 하나는 테스트되지 않은 흑연을 가열냉각 공정을 거치다가 발생한 윈드스케일 화재였다 (다만 흑연 자체가 화재의 원인은 아니었다). 다른 하나는 방사성 물질을 퍼뜨리는 데 큰 역할을 했던 체르노빌 참사였다. 하지만 체르노빌 참사 역시 흑연이 주된 원인은 아니었다.

## 같이 보기
- RBMK - 흑연감속 비등경수 압력관형 원자로, 체르노빌 원자로